# Steven Whittaker
Steven Whittaker (Edimburgo, 16 giugno 1984) è un allenatore di calcio ed ex calciatore scozzese, di ruolo difensore, vice allenatore del Fleetwood Town.

## Caratteristiche tecniche
La sua posizione principale è quella di terzino destro ma può essere schierato anche come esterno destro di centrocampo.Colpitore di testa specialmente su lanci di lunghissima gittata.

## Carriera

### Nazionale
Il 12 agosto 2009 fa il suo debutto in nazionale contro la Norvegia.

## Palmarès

### Club

#### Competizioni nazionali
- Coppa di Lega scozzese: 4

Hibernian: 2006-2007
Rangers: 2007-2008, 2009-2010, 2010-2011
- Campionato scozzese: 3

Rangers: 2008-2009, 2009-2010, 2010-2011
- Coppa di Scozia: 2

Rangers: 2007-2008, 2008-2009